# دیگو براگیری
دیگو براگیری (انگلیسی: Diego Braghieri؛ زادهٔ ۲۳ فوریهٔ ۱۹۸۷) بازیکن فوتبال اهل آرژانتین است.
از باشگاه‌هایی که در آن بازی کرده‌است می‌توان به باشگاه فوتبال آرسنال ساراندی، باشگاه فوتبال روساریو سنترال، اتلتیکو ناسیونال، و باشگاه فوتبال لانوس اشاره کرد.